# Alison Fitch
Alison Fitch (* 31. Dezember 1972) ist eine ehemalige australische Triathletin.

## Werdegang
Alison Fitch bestritt 2000 ihren ersten Ironman. 2003 konnte sie sich als Siegerin in der Altersgruppe W25–29 beim Ironman Australia erstmals für einen Startplatz beim Ironman Hawaii (Ironman World Championships) qualifizieren.
Seit 2005 startete sie als Profi-Athletin und auch ihr Mann Stuart ist aktiver Triathlet. Ihr Spitzname ist Ali. Im Juni 2007 wurde sie Dritte beim Ironman Switzerland. Seit 2012 tritt sie nicht mehr international in Erscheinung.
Alison Fitch ist heute im Coaching tätig und sie lebt in Darwin, wo sie auch als Physiotherapeutin arbeitet.

## Sportliche Erfolge
| Datum/Jahr    | Rang | Wettbewerb               | Austragungsort | Zeit     | Bemerkung                                            |
| ------------- | ---- | ------------------------ | -------------- | -------- | ---------------------------------------------------- |
| 18. März 2012 | 4    | Ironman 70.3 Singapore   | Singapur       | 04:31:45 |                                                      |
| 8. Sep. 2008  | 3    | Ironman 70.3 Singapore   | Singapur       | 04:31:45 |                                                      |
| 31. Mai 2008  | 4    | Ironman 70.3 Hawaii      | Hawaii         | 04:36:16 | an der Kohala Coast                                  |
| 2007          | 6    | Ironman 70.3 Switzerland | Rapperswil     |          | 1,4 km Schwimmen, 90 km Radfahren und 21,1 km Laufen |

| Datum/Jahr    | Rang | Wettbewerb                | Austragungsort | Zeit     | Bemerkung                                                                     |
| ------------- | ---- | ------------------------- | -------------- | -------- | ----------------------------------------------------------------------------- |
| 22. Apr. 2012 | 9    | Samui Triathlon           | Ko Samui       |          | auf der Langdistanz (4 km Schwimmen, 122,65 km Radfahren und 30 km Laufen)    |
| 23. Nov. 2008 | DNF  | Ironman Arizona           | Tempe          | –        |                                                                               |
| 24. Aug. 2008 | 2    | Ironman Canada            | Penticton      | 09:26:15 |                                                                               |
| 20. Juli 2008 | DNF  | Ironman USA               | Lake Placid    | –        |                                                                               |
| 2. Dez. 2007  | 4    | Ironman Western Australia | Busselton      | 09:18:14 | hinter der Siegerin Charlotte Paul                                            |
| 13. Okt. 2007 |      | Ironman Hawaii            | Hawaii         | 10:00:15 | Ironman World Championships                                                   |
| 24. Juni 2007 | 3    | Ironman Switzerland       | Zürich         | 09:31:47 |                                                                               |
| 1. Apr. 2007  | 5    | Ironman Australia         | Port Macquarie | 09:45:08 | auf der Langdistanz (3,8 km Schwimmen, 180 km Radfahren und 42,195 km Laufen) |
| 24. Feb. 2007 | 2    | Ironman Malaysia          | Langkawi       | 09:50:59 | [ 3 ]                                                                         |
| 18. Okt. 2003 |      | Ironman Hawaii            | Hawaii         |          | Ironman World Championships                                                   |
| 6. Apr. 2003  |      | Ironman Australia         | Australien     | Forster  | Siegerin in der Altersgruppe W25–29                                           |
| 9. Apr. 2000  |      | Ironman Australia         | Australien     | Forster  | erster Start auf der Ironman-Distanz und Elfte in der Altersgruppe W25–29     |

(DNF – Did Not Finish)